# Ivar Larsson
Ivar Larsson (Hjortösläkten), var död 1580, var en svensk häradshövding.

## Biografi
Ivar Larsson var son till slottsloven Lars Tidemansson på Stegeborgs slott och Christina Persdotter. Han var 12 augusti 1559 häradshövding i Tjusts härad och förseglade bland adeln  30 juni 1560 Gustav Vasas testamente. Ivar Larsson var död 1580.

### Egendom
Ivar Larsson ägde gården Åby i Gamleby socken.